# Xestochironomus luteifurcatus
Xestochironomus luteifurcatus är en tvåvingeart som beskrevs av James E. Sublette och Wirth 1972. Xestochironomus luteifurcatus ingår i släktet Xestochironomus och familjen fjädermyggor. Inga underarter finns listade i Catalogue of Life.